# The Band Wagon
The Band Wagon es un musical escrito por George S. Kaufman y Howard Dietz, con música de igualmente de Howard Dietz y letras de Arthur Schwartz, estrenado en Broadway (Nueva York) en 1931, y del que se llevaron a cabo 330 funciones. El musical incluía la canción Dancing in the Dark, que inspiró dos películas.
Se estrenó el 3 de junio de 1931 en el teatro New Ámsterdam, protagonizado por los hermanos Fred y Adele Astaire, Helen Broderick, Tilly Losch y Frank Morgan.